# ノヴゴロド公
ノヴゴロド公（ノヴゴロドこう、ロシア語: Князь новгородский）は、キエフ・ルーシ時代のルーシ北部において、ノヴゴロドを首都として成立したノヴゴロド公国（Новгородского княжества）ならびにノヴゴロド共和国（Новгородская республика）の君主の称号である（「公」は「クニャージ」からの訳出による）。
留意事項
- 本頁の人名・地名は現地の言語の音写よりも、日本語表記として一般的と思われるものを優先して表記している。
- 各人物は、文献によっては「～世」・「～公」等の数えや通称の併記、あるいは洗礼名での表記などにより、異なる表記がなされている可能性がある。
- 各人物は、他の称号の元で異なる数えがなされる可能性がある。（例：スヴャトポルク・イジャスラヴィチはノヴゴロド公としては1人目のスヴャトポルクであるが、キエフ大公としては「スヴャトポルク2世」となる。）

各人物の詳細は各頁を参照。

## ノヴゴロド公の一覧

### 伝説的な人物
- ヴァンダル(ru)
- ウラジーミル・ドレヴィチ(ru)
- ブラヴリン(ru)(en)（9世紀）
- ブリヴォイ(ru)（9世紀）
- ゴストミスル(ru)(en)（? - 860年ごろ）[2]

### ノヴゴロド公国
- リューリク（在位：862年 - 879年）
- オレグ（在位：879年 - 912年）
- イーゴリ・リュリコヴィチ（在位：912年 - 945年）
- スヴャトスラフ・イゴリヴィチ（在位：945年 - 969年）
- ウラジーミル・スヴャトスラヴィチ（在位：969年 - 977年）
- ヤロポルク・スヴャトスラヴィチ（在位：977年 - 979年）
- ウラジーミル・スヴャトスラヴィチ（在位：979年 - 988年）：再任
- ヴィシェスラフ・ウラジミロヴィチ(ru)（在位：988年 - 1010年）
- ヤロスラフ・ウラジミロヴィチ（在位：1010年 - 1034年）
- ウラジーミル・ヤロスラヴィチ（在位：1034年 - 1052年）
- イジャスラフ・ヤロスラヴィチ（在位：1052年 - 1054年）
- ムスチスラフ・イジャスラヴィチ（在位：1055年 - 1067年）
- グレプ・スヴャトスラヴィチ（在位：1067年、1069年 - 1073年、1077年 - 1078年）
- スヴャトポルク・イジャスラヴィチ（在位：1078年 - 1088年）
- ムスチスラフ・ウラジミロヴィチ（在位：1088年 - 1094年）
- ダヴィド・スヴャトスラヴィチ（在位：1094年 - 1095年）
- ムスチスラフ・ウラジミロヴィチ（在位：1095年 - 1117年）：再任
- フセヴォロド・ムスチスラヴィチ（在位：1117年 - 1132年）
- スヴャトポルク・ムスチスラヴィチ（在位：1132年）
- フセヴォロド・ムスチスラヴィチ（在位：1132年 - 1136年）：再任

### ノヴゴロド共和国
- スヴャトスラフ・オリゴヴィチ（在位：1136年 - 1138年）
- スヴャトポルク・ムスチスラヴィチ（在位：1138年）：再任
- ロスチスラフ・ユーリエヴィチ(ru)(en)（在位：1138年 - 1140年）
- スヴャトスラフ・オリゴヴィチ（在位：1140年 - 1141年）：再任
- スヴャトスラフ・フセヴォロドヴィチ（在位：1141年）
- ロスチスラフ・ユーリエヴィチ（在位：1141年 - 1142年）：再任
- スヴャトポルク・ムスチスラヴィチ（在位：1142年 - 1148年）：再任
- ヤロスラフ・イジャスラヴィチ（在位：1148年 - 1154年）
- ロスチスラフ・ムスチスラヴィチ（在位：1154年）
- ダヴィド・ロスチスラヴィチ（在位：1154年 - 1155年）
- ムスチスラフ・ユーリエヴィチ（在位：1155年 - 1158年）
- スヴャトスラフ・ロスチスラヴィチ（在位：1158年 - 1160年）
- ムスチスラフ・ロスチスラヴィチ（在位：1160年 - 1168年）
- スヴャトスラフ・ロスチスラヴィチ（在位：1161年 - 1168年）：再任
- ロマン・ムスチスラヴィチ（在位：1168年 - 1170年）
- リューリク・ロスチスラヴィチ（在位：1170年 - 1171年）
- ユーリー・アンドレエヴィチ(ru)（在位：1171年 - 1175年）
- スヴャトスラフ・ムスチスラヴィチ（在位：1175年 - 1176年）：在位1218年 - 1219年の人物とは別人
- ムスチスラフ・ロスチスラヴィチ（在位：1177年）：再任
- ヤロスラフ・ムスチスラヴィチ（在位：1177年）
- ムスチスラフ・ロスチスラヴィチ（在位：1177年 - 1178年）：再任
- ヤロポルク・ロスチスラヴィチ（在位：1178年）
- ロマン・ロスチスラヴィチ（在位：1178年 - 1179年）
- ムスチスラフ・ロスチスラヴィチ（在位：1179年 - 1180年）：通称フラブリー。上記の人物とは別人
- ウラジーミル・スヴャトスラヴィチ（在位：1180年 - 1181年）
- ヤロスラフ・ウラジミロヴィチ（在位：1182年 - 1184年）
- ムスチスラフ・ダヴィドヴィチ（在位：1184年 - 1187年）
- ヤロスラフ・ウラジミロヴィチ（在位：1187年 - 1196年）：再任
- ヤロポルク・ヤロスラヴィチ（在位：1197年）
- ヤロスラフ・ウラジミロヴィチ（在位：1197年 - 1199年）：再任
- スヴャトスラフ・フセヴォロドヴィチ(ru)(en)（在位：1200年 - 1205年）
- コンスタンチン・フセヴォロドヴィチ（在位：1205年 - 1207年）
- スヴャトスラフ・フセヴォロドヴィチ（在位：1207年 - 1210年）：再任
- ムスチスラフ・ムスチスラヴィチ（在位：1210年 - 1215年）
- ヤロスラフ・フセヴォロドヴィチ（在位：1215年 - 1216年）
- ムスチスラフ・ムスチスラヴィチ（在位：1216年 - 1218年）：再任
- スヴャトスラフ・ムスチスラヴィチ（在位：1218年 - 1219年）
- フセヴォロド・ムスチスラヴィチ（在位：1219年 - 1221年）
- フセヴォロド・ユーリエヴィチ(ru)（在位：1221年）
- ヤロスラフ・フセヴォロドヴィチ（在位：1221年 - 1223年）：再任
- フセヴォロド・ユーリエヴィチ（在位：1223年 - 1224年）：再任
- ミハイル・フセヴォロドヴィチ（在位：1224年 - 1226年）
- ヤロスラフ・フセヴォロドヴィチ（在位：1226年 - 1228年）：再任
- フョードル・ヤロスラヴィチ(ru)（在位：1228年 - 1229年）：下記の人物との共同統治。
- アレクサンドル・ヤロスラヴィチ（在位：1228年 - 1229年）：上記の人物との共同統治。通称・アレクサンドル・ネフスキー。
- ミハイル・フセヴォロドヴィチ（在位：1229年）：再任
- ロスチスラフ・ミハイロヴィチ（在位：1229年 - 1230年）
- ヤロスラフ・フセヴォロドヴィチ（在位：1230年 - 1236年）：再任
- アレクサンドル・ヤロスラヴィチ（在位：1236年 - 1240年、1241年 - 1252年）：再任
- ヴァシーリー・アレクサンドロヴィチ(ru)（在位：1252年 - 1255年）
- ヤロスラフ・ヤロスラヴィチ（在位：1255年）
- ヴァーシリー・アレクサンドロヴィチ（在位：1255年 - 1257年）：再任
- アレクサンドル・ヤロスラヴィチ（在位：1257年 - 1259年）：再任
- ドミトリー・アレクサンドロヴィチ（在位：1259年 - 1263年）
- ヤロスラフ・ヤロスラヴィチ（在位：1264年 - 1272年）：再任
- ドミトリー・アレクサンドロヴィチ（在位：1272年 - 1273年）：再任
- ヴァシーリー・ヤロスラヴィチ（在位：1273年 - 1276年）
- ドミトリー・アレクサンドロヴィチ（在位：1276年 - 1281年）：再任
- アンドレイ・アレクサンドロヴィチ（在位：1281年 - 1285年）
- ドミトリー・アレクサンドロヴィチ（在位：1285年 - 1292年）：再任
- アンドレイ・アレクサンドロヴィチ（在位：1292年 - 1304年）：再任
- ミハイル・ヤロスラヴィチ（在位：1308年 - 1314年）
- アファナシー・ダニーロヴィチ(ru)（在位：1314年 - 1315年）
- ユーリー・ダニーロヴィチ（在位：1322年 - 1325年）
- アレクサンドル・ミハイロヴィチ（在位：1325年 - 1327年）
- イヴァン・ダニーロヴィチ（在位：1328年 - 1337年）
- セミョーン・イヴァノヴィチ（在位：1346年 - 1353年）
- イヴァン・イヴァノヴィチ（在位：1355年 - 1359年）
- ドミトリー・コンスタンチノヴィチ(ru)(en)（在位：1359年 - 1363年）
- ドミトリー・イヴァノヴィチ（在位：1363年 - 1389年）
- レングヴェニス・アルギルダイティス（在位：1389年 - 1407年）
- ヴァシリー・ドミトリヴィチ（在位：1408年 - 1425年）
- ヴァシリー・ヴァシリエヴィチ（在位：1425年 - 1462年）
- ミハイル・オレリコヴィチ（在位：1470年 - 1471年）
- イヴァン・ヴァシリエヴィチ（在位：1462年 - 1480年）

イヴァン・ヴァシリエヴィチ（イヴァン3世・イヴァン雷帝）によりモスクワ大公国へ併合